# Adriana Chinchilla
Adriana Chinchilla (ur. 29 marca 1980) – kostarykańska siatkarka, grająca jako przyjmująca. Obecnie występuje w drużynie Goicoechea.